# Гурбанова, Солмаз Джабраил кызы
Гурбанова Солмаз Джабраил кызы (13 ноября 1939, Баку — 4 июня 2013, Баку) — актриса Азербайджанского театра юного зрителя имени М. Горького. Народная артистка Азербайджана (1991).

## Биография
Родилась 13 ноября 1939 года в Баку. 
Сценическую деятельность начала в Азербайджанском театре юного зрителя имени М. Горького в 1953 году. 
Роли в театре:
- Гаврош (по роману В. Гюго «Отверженные»)
- Антонио («Пламя Пуэрто-Соридо», М. Минчковский)
- Раджаб («Анаджан», Ю. Азимзаде)
- Петя («За революцию», М. Шатров)
- Кемаль («Волшебный платок», К. Гасанов)
- Джульетта («Ромео и Джульетта», «Два веронца», У. Шекспир)
- королева («Слуга двух господ», К. Гольдони)
- Джемма («Овод», Э. Войнич)
- Флавио («Стена молчания», П. Миссини)
- Ягут («Маликмамед», А. Аббасов)
- тетя Паша («Унутмаин», Ю. Азимзаде)
- Дилара («Последняя ночь прошлого года», Анар)
- Шаджарат («Прощай, Индия», Г. Расулов)
- Африд («Сохраб и Рустам», И. Джошгун)
- Биби («Бала от слова беда» Али Амирли)
- Гамар бану («Махмуд и Марьям», Эльчин)
- Зайчиха («Играй и танцуй» И. Джошгун)
- Гюдьджамал ("Комсомол", Искендер Джошгун)
- Гёнче ханум ("Büllur sarayda", Эльчин Эфендиев)

Всего в Азербайджанском театре юного зрителя проработала 55 лет.
Заслуженная артистка Азербайджанской ССР (9 февраля 1979).
Народная артистка Азербайджана (22 мая 1991).
Несколько лет была парализована. Скончалась 4 июня 2013 года в Баку.

## Награды
- Персональная пенсия Президента Азербайджана (1 апреля 2005)[5]